# Brachygalea grisea
Brachygalea grisea là một loài bướm đêm trong họ Noctuidae.